# Illinois Jacquet
Illinois Jacquet (født 30. oktober 1922 i Louisiana - død 22. juli 2004 i New York City, New York, USA) var en amerikansk jazztenorsaxofonist og fagottist.
Jacquet Hørte til datidens inovative saxofonister, som senere byggede bro til den tidlige rock and roll musik. Han har spillet og indspillet med Nat King Cole, Count Basie, Harry Edison, Lionel Hampton, Lester Young, Dexter Gordon, Kenny Burrell, Buddy Rich, Roy Eldridge, Ben Webster, Ella Fitzgerald, Dizzy Gillespie, Charles Mingus, The Modern Jazz Quartet etc. Jacquet spillede som en af de få jazzsaxofonister også Fagot. Han var også med i Norman Granz tidlige Jazz at the Philharmonic grupper. Han var forgangsmand for saxofonister som feks. Sonny Rollins, Eddie "Lockjaw" Davis og Jimmy Forrest.

## Udvalgt Diskografi
- Jazz At The Philharmonic: The First Concert (1944) – med Nat "King" Cole, Les Paul og J. J. Johnson
- The Illinois Jacquet Story (1944-1951)
- Jazz By Jacquet (1953)
- Jazz Moods By Illinois Jacquet (1953)
- String Along with Basie (1960) med Count Basie´s Orkester
- Half a Sixpence (1967) med Count Basie´s Orkester
- What's New!!! (1966) - med Sonny Stitt
- The Last Blues Album Volume 1 (1974) med Buddy Rich
- Illinois Jacquet Flies Again (1959)
- Illinois Jacquet And His Orchestra (1962) med Roy Eldridge

## Eksterne Henvisninger
- om Illinois Jacquet Arkiveret 6. august 2020 hos  Wayback Machine